# Китайская осина
Китайская осина (лат. Populus adenopoda) — вид лиственных деревьев из рода Тополь семейства Ивовые (Salicaceae).

## Распространение
Природный ареал лежит в центральном и южном Китае. Вид встречается на территории провинций Аньхой, Фуцзянь, Гуанси, Гуйчжоу, Хэбэй, Хэнань, Хубэй, Хунань, Цзянсу, Цзянси, Шэньси, Сычуань, Юньнань, Чжэцзян.
Произрастает по горным склонам, на высотах от 300 до 2500 м над уровнем моря.
В гербариях хранятся образцы из Ассама и северной Мьянмы.

## Ботаническое описание
По общему облику взрослого дерева и по характеру коры вид совершенно сходен с обычной осиной (Populus tremula). Ствол молодых экземпляров покрыт гладкой светло-сероватой или зеленовато-серой корой. Крона даже у стоящих свободно деревьев вынесена вверх. 
Взрослые деревья до 30 м высотой, кора с возрастом становится тёмно-серой, бороздчатой. Крона яйцевидной формы.
Молодые побеги (1—2 года) в сечении округлые, сначала коротко опушенные, затем голые. Настоящих брахибластов (розеточных побегов) не образует. Верхушечные почки длиной 10—15 мм, острые, не смолистые снаружи, на внутренних чешуйках некоторая смолистость может быть заметна.
Черешок короче пластинки листа, особенно у молодых деревьев, у взрослых почти равен, обычно голый, в верхней части сплюснут по бокам.
В основании листовой пластинки по бокам черешка находятся две крупных выступающих желёзки.
Прилистники узколинейной формы, легко опадающие, с основанием полого-вогнутым, усечённым или полого-выпуклым, редко с почти сердцевидным — но не клиновидным.
Молодые легко опушённые, к зрелости опушение опадает.
Форма и размеры листовых пластинок зависят от возраста дерева. Молодые деревца (высотой от 2 до 4 м) с крупными листьями, длиной до 30 см, шириной до 20 см, с общим очертанием яйцевидным, заостряющиеся кверху. С взрослением дерева листовая пластина становится в общих размерах меньше, форма меняется на более треугольную или становится сердцевидно-треугольной, 
отношение длины к ширине листа уменьшается, и ширина может оказаться больше длины. Средние размеры листьев зрелого дерева составляют 8—15 см в длину и 6—10 см в ширину.
Край пластинки листа у молодых деревьев обычно городчатый, у взрослых становится зубчатый (расстояние меж зубцами 3–5–10 мм). Кончик листа длинный и заострённый.
Мужская серёжка длиной 6—10 см, плодовая (женская) 12—20 (до 30) см длиной.
Сережки часто с опушенной осью, цветковые чешуи глубоко надрезанные, опушены длинными прямыми волосками, при расцветании опадающие. 
Цветоножки 0,5—2 мм длиной, околоцветник цельный, голый, с ровным краем или порой заметно зубчатым. Тычинок мало (от 5 до 12), пыльники овальной формы, длиной 0,6—1,2 мм. 
Коробочки маленькие, узкие, голые и гладкие с двумя створками.
Цветение в марте, апреле. Плодоношение — апрель—май.

## Значение и применение
Древесина используется в строительстве, для изготовления мебели и сельскохозяйственных инструментов, идёт на получение древесной массы.

## Таксономия
Populus adenopoda Maxim., Bulletin de la Société Impériale des Naturalistes de Moscou 54(1): 50. 1879.
У других авторов под тем же названием:
- C.K.Schneid. in Sarg., Pl. Wilson. 3: 23. 1916.
- Rehder, Journ. Arn. Arb. 17, 2: 65 1936. 1936.
- Zhenfu et al., in Fl. China 4: 145. 1999.➤

Typus: «China, prov. Shensi, ad fluv. Han, Dr. P. J. Piasezki» (LE! isotypi in Herb. nonnull.).
Разграничение вида с обыкновенной осиной (Populus tremula) вызывает определённые трудности. Значение имеют не только морфологические признаки, но и экологические условия произрастания вида. В Гималаях
и на территории Китая у южной границы своего ареала Populus tremula встречается не ниже 2000—2500 м над уровнем моря, тогда как Populus adenopoda в этом районе поднимается не
выше 1500—2000 м.

### Синонимы
- Populus tremula var. adenopoda (Maxim.) Burkill, Journal of the Linnean Society, Botany 26(1879—1880): 537. 1899.
- Populus gamblei Dode, Nouveaux Peupliers d'Extrême-Orient. Paris. 1905.
- Populus macranthela H.Lév. & Vaniot, Bulletin de la Société Botanique de France. Paris 52: 142. 1905.
- Populus gamblei Haines, Journal of the Linnean Society, Botany 37: 407. 1906.
- Populus silvestrii Pamp., Nuovo Giornale Botanico Italiano; e Bollettino della Societa Botanica Italiano. Florence, n.s., 17(2): 247—248, f.2 1910.
- Populus rotundifolia var. macranthela (H.Lév. & Vaniot) Gombócz, Botanikai Közlemenyek. Budapest 10: 25. 1911.
- Populus wulianensis S.B.Liang & X.W.Li, Bulletin of Botanical Research. Harbin 6(2): 135. 1986.
- Populus serrata T.B.Chao & J.S.Chen, Forest Res. (Beijing) 1(1): 70. 1988, non Unger (1852), fossil name.
- Populus serrata f. rotundata T.B.Chao & Zhi X.Chen, Bull. Bot. Res., Harbin 18: 287. 1998.

### Систематика
Вид Populus adenopoda обладает не менее широкой гаммой изменчивости в форме листьев и по степени их опушённости, чем  широко распространённая у нас обычная осина (Populus tremula). 
Наличие вида, названного позже Populus gamblei, в округе Дарджилинг в 1875 году отметил ещё Гамбл, но не дал ему названия. Название дано двумя авторами (Dode, 1905; Haines, 1906). Последний автор, отметив неудовлетворительность описания Дода, описал тот же вид ещё раз под тем же названием. Лектотип из числа сборов Гамбла выбрал Шнаейдер.
Выделять Populus gamblei в отдельный узко-эндемичный вид, как было предложено китайскими систематиками и как склонен принять его в качестве вида Экенвальдер оснований не достаточно, тем более, что разрывы ареалов на картах не значительны или совсем отсутствуют.

## Комментарии
1. ↑  Balek 2300', 31 I
1912, Burkill, 36519, CAL!
2. ↑  Panwa Pass 6–8000', 12 III
1939, Kingdon Ward, 397, A!
3. ↑  С чем связано латинское название вида.
4. ↑  British Bhutan, Kalimpong, alt. 4000', march 1875, J. S. Gamble, N 2646a